# کامپارادا
کامپارادا (به ایتالیایی: Camparada) یک کومونه (شهر یا بخشی که دارای شهرداری است) در منطقه ایتالیایی لومباردی در 25 کیلومتری شمال شرقی میلان ، در کشور ایتالیا است که در استان مونتزا و بریانتزا واقع شده‌است.

## خصوصیات
کامپارادا ۱٫۶ کیلومترمربع مساحت و ۱٬۸۸۹ نفر جمعیت دارد.